# كوزو نو هونكاي
كوزو نو هونكاي (باليابانية:  クズの本懐) هي مانغا سينن رومانسية من تأليف مينغو يوكويارا، تصدر في مجلة مانغا سينن بيغ غانغان التابعة لشركة سكوير إنكس من 2012 وانتهت في 2017، ولديها 8 مجلدات تانكوبون في الأسواق. وصدر أنمي تلفزيوني للمانغا من إنتاج استوديو ليرتشي في 12 يناير 2017 وأنتهى في 24 مارس 2017 عُرض على قناة تلفزيون فوجي في فقرة نويتامينا.

## القصة
تدور وقائع القصة بين موغي آوايا وهانابي ياسوراوكا الذّان يبلغان 17 سنة. كلاهما ذا شعبيّة كبيرة. من الظاهر يبدو موغي وهانابي كثنائيٍّ متحابِّ ومثاليّ، ولكن لا يعلم الأشخاص الآخرون السر الذّي يتخفينه باطنيًّا، يحملُ كلٌّ من موغي وهانابي مشاعر حبٍّ ميؤوسٌ منها لأشخاصٍ آخرين، ويتواعدان مع بعضٍ لسدّ فراغهم وملئ وحدتهم الداخليّة فحسب. موغي واقعٌ في حبّ معلّمة شابّة والتّي كانت مدرّسته المنزليّة تُدعي مينغاوا أكاني، بينما تُحبُّ هانابي معلّمًا أيضًا ويُدعي ناورومي كاناي، وهو رجلٍ شابٍّ والذّي لطالما كان صديقًا مقرّبًا لعائلتها منذُ أن كانت صغيرة. ومع بعض، يعثران على المكان الذّي يتسنّى لهما الحزن على من لا يمكنُ لهما الحصول عليه أبدًا، ويقومان بتبادل مشاعر الوحدة معًا من خلال الاحتكاكات الجسديّة الحميميّة.

## الشخصيات

### الشخصيات الرئيسية
- موغي آوايا (باليابانية: 粟屋 麦)

مؤدي الصوت: نوبوناغا شيمازاكي.
موغي هو طالب في المدرسة الثانوية وقع في حالة حب مع معلمته أكاني ميناغاوا ولكن القدر رفض أن يعطيه ما يشاء. فدخل هو هانابي ياسوراوكا في علاقة حب مزيفة لتلبية رغبات بعضهما البعض. في المدرسة المتوسطة، كان موغي بالفعل في علاقة سرية مع زميلته الأكبر سناً، مي هاياكاوا، والذي سلبها عُذريتها لأنه لم يتمكن من الاعتراف بحبه لمعلمته أكاني. موغي طوال الوقت لديه الإحاطة الكافية بماهية شخصية معلمته أكاني، لكنه أحبها رغم ذلك. في وقت لاحق من هذه السلسلة، موغي يعترف لأكاني بحبه ويخرجان معاً في موعد. لكنه أدرك أن أكاني ليست المرأة المناسبة له ولذلك لا يمكنه التشبث بتلك الصورة المثالية التي تمثلها أكاني لذا وجب عليه توديع أكاني على أمل أنه يتخلص من تعلقه بها بمرور الوقت. في وقت لاحق، تخلص تدريجياً من تعلقه بأكاني وبعد ذلك توصل إلى استنتاج هام وهو عليه إنهاء كل شيء مع هانابي من أجل عودة لحياة أفضل والعثور على الحب الحقيقي. لكنه وقع في حب هانابي على الرغم من قيامه بالجنس مع العديد من النساء الأخريات. في نهاية المطاف، جعله عقله يحلم بها حتّى أثناء اليقظة فيرفض دعوة لممارسة الجنس مع امرأة طلبت، حيث توصل إلى استنتاج مفاده أن هانابي هي الفتاة التي يريدها. وعندما يرى هانابي مرة أخرى في حفل موسيقي، فيطلب من الإله أن يدع علاقته معها تستمر هذه المرة، ويمسكان بأيدي بعضهما البعض، مما يدل على أن الاثنين سيبدان العلاقة التي أراداها.
- هانابي ياسوراوكا (باليابانية: 安楽岡 花火)

مؤدي الصوت: تشيكا أنزاي.
هانابي أو هانا هي طالبة في المدرسة الثانوية التي وقعت في حالة حب مع معلمها نارومي كاناي. بعد معرفتها أن نارومي واقع في حب أكاني، تبدأ هانابي في الدخول في علاقة حب مزيفة مع موغي لإرضاء وحدتهما المتبادلة. دخلت في وقت لاحق في علاقة سُحاق مع صديقتها المفضلة ايباتو ساناي، ولكن العلاقة تنتهي بعد أن قررت ايباتو ساناي من الواجب التخلي عن هانابي. ثم تقرر هانابي ترك علاقتها المزيفة مع موغي وتمضي قُدماً في طريقٍ مختلف لتجد حبها الحقيقي. بمرور الوقت لم تقدر علي التخلي عن حبها لموغي، على الرغم من كونها مع الكثير من الأصدقاء خلال فترة وجودها بعيداً عنه، إلا أنها لا تزال تحبه. أثناء عملها كموظفة في مكان الحفل، ترى موغي مرة أخرى ويمسكان بأيدي بعضهما البعض، مما يدل على أن الاثنين سيبدان العلاقة الحقيقية التي كان يأمل كل منهما.
- ناورمي كاناي (باليابانية: 鐘井 鳴海)

مؤدي الصوت: كينجي نوجيما.
ناورمي هو صديق طفولة هانابي الأكبر سناً وجارها الذي يصبح معلمها في المدرسة الثانوية التي ترتادها. توفيت والدتها عندما كان صغيرا، لذا كان يذهب عادة إلى منزل هانابي لتناول وجبات محلية الصنع. لذا تعلقت الأخيرة به ينجذب ناورمي إلى النساء ذوات الشعر الطويل، كما أنه يذكرونه بوالدته. حتّى بعد معرفة طبيعة أكاني الحقيقية، نارومي يطلب منها الزواج منه، والتي تقبل بالزواج منه.
- أكاني ميناغاوا (باليابانية: 皆川 茜)

مؤدي الصوت: أكي تويوساكي.
أكاني هي مدرسة الموسيقى الجديد التي وصلت إلى المدرسة خلال السنة الأولى. في الخارج، هي امرأة لطيفة وحسنة السلوك يعشقها طلابها، لكنها في الواقع تحب الشعور بالفوز بقلب الرجل بينما تؤذي مباشرة شخصا آخر واقعا في حب ذلك الرجل. ويمكن أيضا أن تعتبر شخص وحيد وشبقية. تحاول إغواء نارومي مثل علاقاتها السابقة، لكنها تلاحظ أن نارومي يمتنع عن لمسها، على عكس الرجال الذين واعدتهم في الماضي وأدركت فيما بعد أنه يحبها حب حقيقيّ. بعد ذلك نارومي يطلب منها الزواج على الرغم من معرفته بطبيعتها الحقيقية، وأكاني تقبل بالزواج منه.
- ساناي ايباتو (باليابانية: 絵鳩 早苗)

مؤدي الصوت: هاروكا توماتسو.
ساناي هي صديقة هانابي وزميلتها في الصف.ساناي وقعت في حب هانابي منذ أن أنقذت ساناي من متحرش بالقطار. عندما ذهبت ساناي للمبيت في منزل هانابي، قامت بالتعبير عن مشاعرها الشاذة ناحية هانابي باندفاع وتعترف بحبها في هذه العملية. ثم تبدأ الاثنان علاقة سُحاق. لاحظ أتسويا أبن عم ساناي دخولها في علاقة سُحاقية مع هانابي فأراد التحقق بنفسه هل ابنة عمه تحب هانابي حقاً أم أنها تعاني من مشكلة جنسية تجعلها تنجذب لها؟ بعد أن فكرت ساناي في كلام أتسويا تقرر ساناي أن تتخلى عن هانابي وتحاول إنهاء صداقتهما، على الرغم من أن هانابي ترفض ذلك وتقول إنها تريد الحفاظ على صداقتهما وستمنح ساناي المساحة والوقت الكافي حتّى تصبح صديقة مرة أخرى. وفي وقت لاحق، تقول ساناي لأتسويا إنها بينما تحب هانابي، فإنها تتخلى عنها وستبدأ في الوثوق به أكثر. وفي وقت لاحق، يظهر أن هانابي وساناي تجتمعان وتعودان إلى صداقتهما الطبيعية. على الرغم من أن نهاية المانجا الأصلية يلمح الكاتب بمهارة أن ساناي قد تطور مشاعر تجاه أتسويا، لكن بمرور الوقت ساناي أدركت تماما أنها تعاني من حالة مثلية جنسية وتبدأ في علاقة مع معلمتها الجامعية يوكا.
- نوريكو كاموميباتا (باليابانية: 鴎端 のり子)

مؤدي الصوت: شيوري إيزاوا.
نوريكو هي صديقة طفولة موغي التي كانت واقعة في حبه منذ أن أخبرها أحدهم أنها وموجي يشبهان «أميراً» و«أميرة». كانت تلاحق موغي وتحاول أن تتصرف وتبدو وكأنها أميرة بسبب التعليق. انها تكره اسمها ويفضل أن يطلق عليه «موكا»، مختصرة من الكلمتين اليابانية 最も موتومو و かわいい كاواي والتي تعني معاً بالعربية «الأكثر لطفاً.» عندما تعترف بمشاعرها لموغي، يستغلها موغي للقيام بعلاقة جسدية دون النظر مشاعرها. ومع ذلك، يدرك موغي في وقت لاحق أن موكا مميز بالنسبة له وأنه لا يريد أن يستمر في استغلالها لأشباع رغباته الأنانية. وهكذا، تنتهي علاقتهما.

### الشخصيات الثانوية
- أتسويا كيريشيما (باليابانية: 桐嶋 篤也)

مؤدي الصوت: شينتارو أسانوما.
ابن عم ساناي الذي لديه مشاعر رومانسية تجاهها لاحظ أتسويا أن ابنة عمه ساناي دخلت في علاقة سُحاقية مع هانابي فأراد التحقق بنفسه هل ابنة عمه تحب هانابي حقاً أم أنها تعاني من مشكلة جنسية تجعلها تنجذب لها ؟ بعد أن فكرت ساناي في كلام أتسويا تقرر ساناي أن تتخلى عن هانابي وتحاول إنهاء صداقتهما، على الرغم من أن هانابي ترفض ذلك وتقول إنها تريد الحفاظ على صداقتهما وستمنح ساناي المساحة والوقت الكافي حتّى تصبح صديقة مرة أخرى، تقول لأتسويا إنها ستثق به أكثر. في وقت لاحق يعترف لها مرة أخرى بحبه بعد التخرج ويعدها بأن يدعمها حتى لو رفضته، مما يجعل ساناي مكتئبة، لأنها تقدر دعمه للغاية، لكنها لا تستطيع الرد بالمثل بسبب توجهها السُحاقيّ.
- مي هاياكاوا (باليابانية: 早川 芽衣)

مؤدي الصوت: يوكيو فوجي.
مي هي زميلة موغي في المدرسة المتوسطة الأكبر سناً التفت موغي بها بعد أن عجز عن الاعتراف في البداية لأكاني وقام بممارسة الجنس. بعد ذلك، يعتذر مي لمودي عن استعجاله لممارسة الجنس معها .
- تاكويا تيراوتشي (باليابانية: 寺内 タクヤ)

مؤدي الصوت: يوسوكي كوباياشي.
تاكويا هو واحد من طلاب أكاني السابقين الذي قام بممارسة الجنس معها. تقترب هانابي منه في محاولة لجعل أكاني غيورة، لكنها تدرك أنها غير قادرة على القيام بلعبة أكاني في تحطيم القلوب وجعل الناس تعساء .

## العاملون على الأنمي
- إنتاج: ستديو Lerche.
- المخرج: ماساومي أندو.
- تنسيق القصة: ماكوتو اويزو.
- تصميم الشخصيات والإشراف على الرسوم: كيكو كوروساوا.
- الملحن: ماسارو يوكوياما.

## الدراما التلفزيونية
اقتبست المانغا إلى مسلسل دراما تلفزيوني في 18 يناير 2017 وعرض على قناة تلفزيون فوجي.

## روابط خارجية
- كوزو نو هونكاي على موقع ANN manga (الإنجليزية)